# شرکت بلک‌واتر
بلک‌واتر (Blackwater) که نام فعلی آن آکادمی (به انگلیسی: Academi) است، یک شرکت نظامی خصوصی آمریکایی است که در سال ۱۹۹۷ میلادی توسط اریک پرینس بنیان‌گذاری شد و در زمینه مدیریت ریسک، ارائه خدمات لجستیک، سرویس‌های امنیتی و نیروهای مسلح خصوصی فعالیت می‌کند. سپس از سال ۲۰۰۹ تا ۲۰۱۱ نام خود را به ایکس‌ای سرویس عوض کرد. بر اساس آماری که در ماه سپتامبر ۲۰۱۴ در خصوص عملکرد این شرکت در نیویورک تایمز منتشر شد مجموع ارزش قراردادهای بلک واتر با دولت آمریکا در طول سال‌های فعالیت در عراق، بیش از یک میلیارد دلار بوده‌است. شرکت بلک‌واتر همچنین جزء ۶۰ شرکت امنیتی خصوصی فعال در جنگ عراق بود. دفتر مرکزی این شرکت در شهر مک‌لین، ویرجینیا، ایالات متحده آمریکا قرار دارد. عمده شهرت این گروه به دلیل کشتار میدان النسور در عراق است که در آن جریان ۱۴ نفر شهروند غیرنظامی عراقی کشته شدند. این گروه از سال ۲۰۰۳ میلادی بودجه فدرال دریافت می‌کند و مستقیماً به سازمان اطلاعات مرکزی پاسخگو است. در سال ۲۰۱۳ یک زیرگروه از آکادمی به نام «آی‌دی‌اس» یک قرارداد به ارزش ۹۲ میلیون دلار از دپارتمان محافظان دولتی آمریکا دریافت کرد تا امنیت مأموریتها را تأمین کند. اعضای این گروه بیشتر با لباس‌های شخصی دیده می‌شوند.

## پیشینه

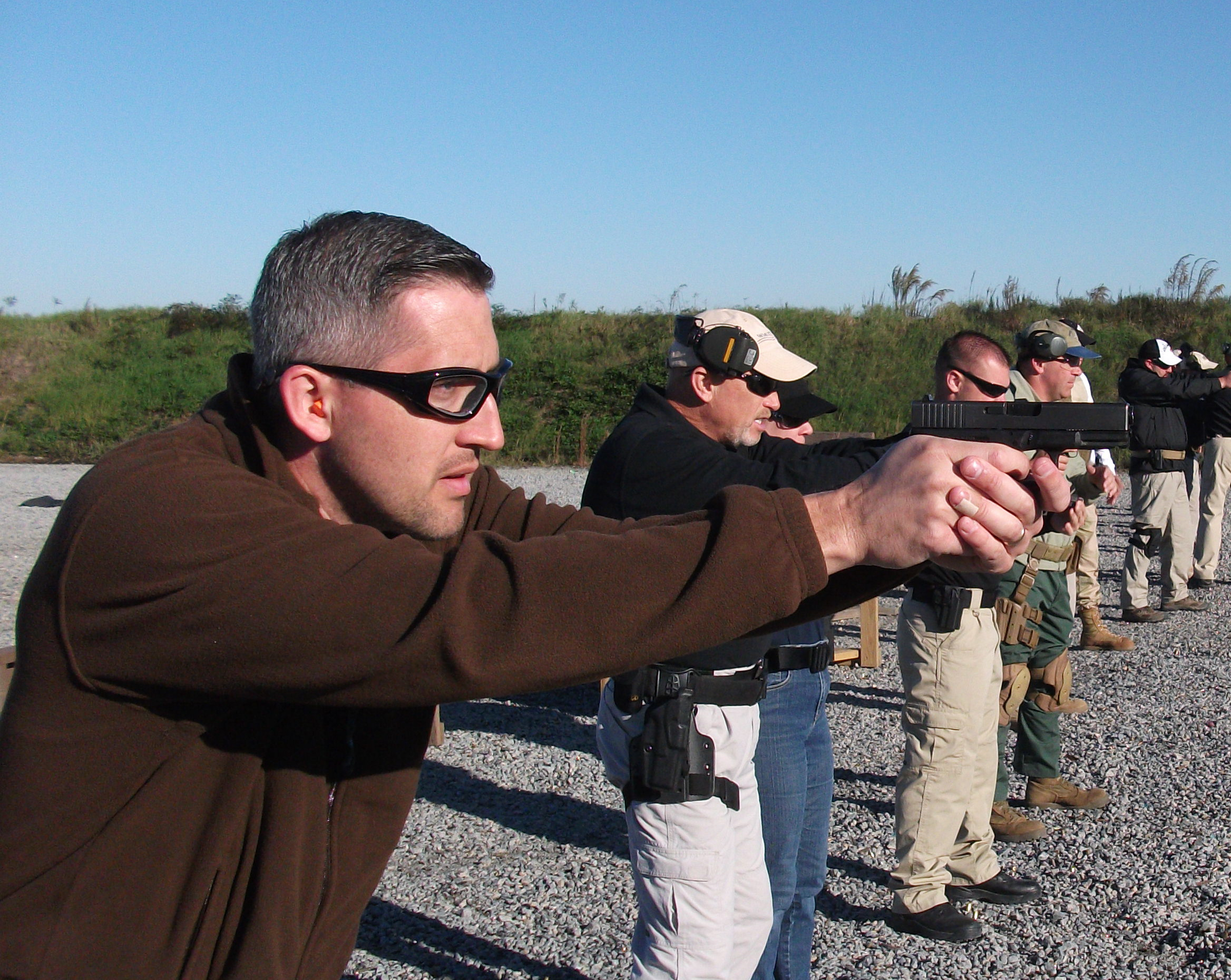
نیروهای بلک واتر در کارولینای شمالی.

شرکت آکادمی در سال ۱۹۹۷ توسط یکی از فارغ‌التحصیلان آکادمی نیروی دریایی آمریکا و افسر اسبق یگان ویژه نیروی دریایی ایالات متحده آمریکا؛ اریک پرینس تحت نام بلک‌واتر راه‌اندازی شد. پرینس در زمان ریاست جمهوری جورج بوش پدر، به عنوان کارآموز در کاخ سفید کار می‌کرد، شرکت کوچک او در ایالت کارولینای شمالی به ارتش و پلیس خدمات مربوط به میدان‌های تیر و تأسیسات آموزشی ارائه می‌کرد. بلک واتر فعالیت جدی خود را از سال ۲۰۰۱ با ارائه خدمات امنیتی و لجستیک، در جنگ افغانستان آغاز نمود. این شرکت در سال ۲۰۰۹ به ایکس‌ای سیستمز تغییر نام یافت. سپس در اواخر سال ۲۰۱۰ اریک پرینس، بنیان‌گذار و مدیرعامل بلک‌واتر، شرکت خود را به گروهی سرمایه‌گذار خصوصی فروخت و نام آن به آکادمی تغییر پیدا کرد.

### رشد و صعود شرکت

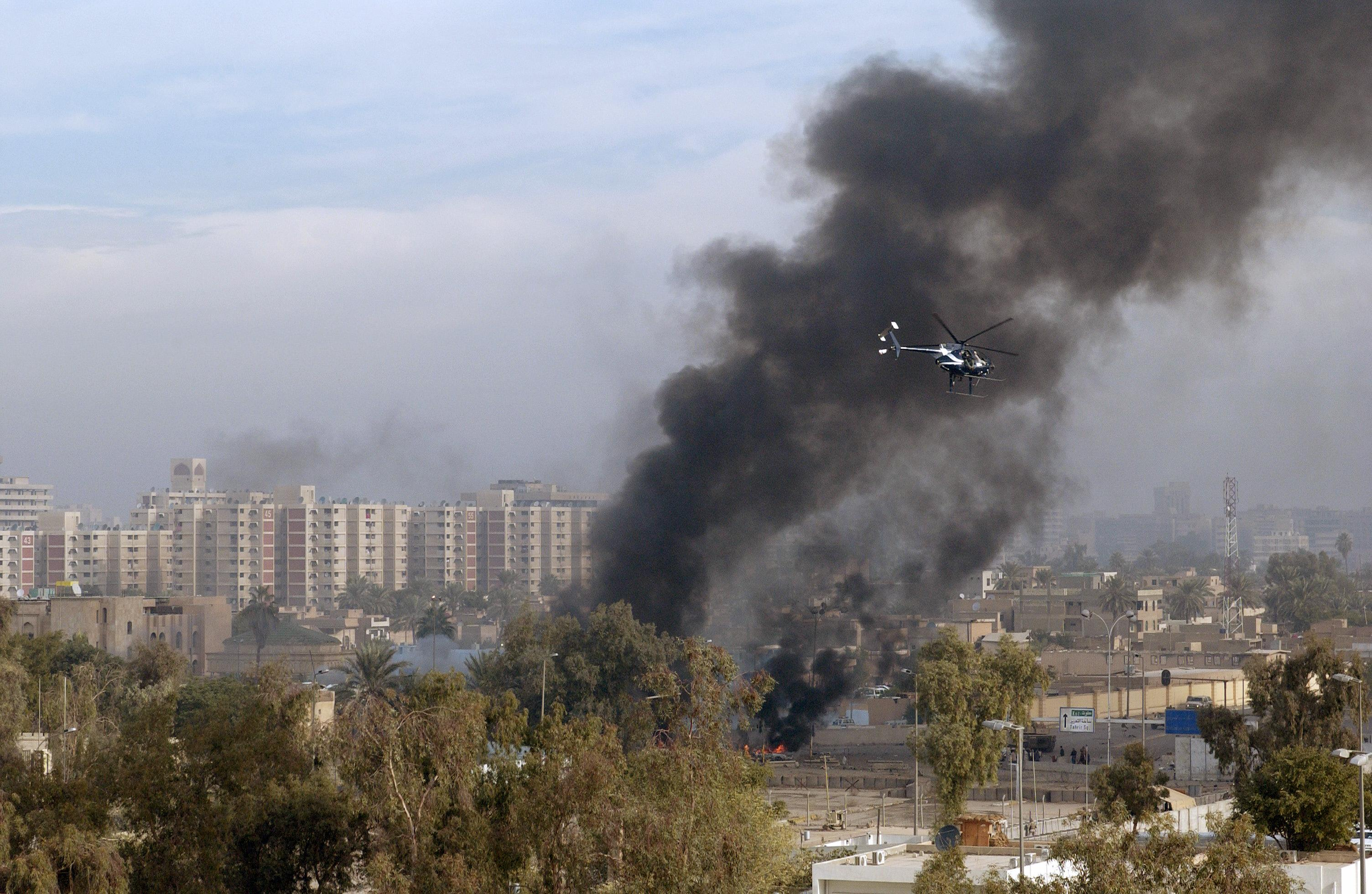
بالگرد ام‌دی ۵۰۰ بلک واتر در سال ۲۰۰۴ در عراق

حادثه تروریستی یازده سپتامبر که نقطه عطفی در تاریخ جهان بود و سیاست‌های ایالات متحده را در قبال خاورمیانه تغییر داد، برای شرکت کوچک بلک واتر هم تغییرات بزرگی به دنبال داشت. بعد از حمله به افغانستان و بعدتر عراق که با هدایت ایالات متحده صورت گرفت این شرکت به جایگاه یک پیمانکار امنیتی بزرگ با قراردادهای میلیارد دلاری با وزارت امور خارجه آمریکا و سی آی ای صعود کرد. وظیفه اصلی این شرکت خصوصی امنیتی این بود که از دیپلمات‌ها و سیاستمداران ایالات متحده در عراق محافظت کند.

## تغییر نام و لوگو به ایکس‌ای سرویس

لوگوی سابق بلک واتر که در سال ۲۰۱۰ عوض شد.

نخستین لوگوی شرکت بلک واتر تصویر پنجهٔ یک خرس بوده‌است که در بالای آن عبارت BLACKWATER با حروف بزرگ نوشته شده بود. سپس تصمیم گرفتند تا این عبارت را از لوگوی خود حذف کنند. گروه بلک واترز در سال ۲۰۰۹ نام و لوگوی خود را به «ایکس‌ای سرویس» تغییر داد. این لوگو و نام تا سال ۲۰۱۰ پابرجا بود. در سال ۲۰۱۰ نام و لوگوی خود را به آکادمی تغییر دادند.

## تهدید به قتل سربازرس وزارت خارجه آمریکا
بر اساس سندی که روزنامه نیویورک تایمز برای نخستین بار منتشر کرد و یکی از مکاتبات داخلی وزارت امور خارجه آمریکا را نشان می‌داد، از «صدر تا ذیل کارکنان این شرکت خود را فراتر از قانون می‌دانستند»، تا جایی که یک مدیر ارشد شرکت بلک‌واتر در یک مورد سربازرس وزارت امورخارجه را در ملاقاتی در بغداد تهدید به قتل کرد. این سند که یادداشت همین نماینده به وزارت امور خارجه است چند هفته پیش از تیراندازی در میدان نیسور بغداد نوشته شده و نشان می‌دهد که این وزارتخانه تحقیق خود را در مورد عملیات پیمانکارهای امنیتی در عراق پیش از این حادثه آغاز کرده بود. بر اساس این سند وزارت امور خارجه، در جلسه‌ای برای گفتگو دربارهٔ یافته‌های تیم تحقیقاتی وزارت خارجه، دانیل کارول مدیر پروژه عراق شرکت بلک‌واتر نماینده این وزارتخانه را به مرگ تهدید کرد و گفت م تواند او را «در دم بکشد» و کسی هم نمی‌تواند کاری بکند، «چون در عراق هستند». در پی این درگیری لفظی کارکنان سفارتخانه آمریکا در بغداد بازرسان وزارت خارجه آمریکا را به پایتخت بازمی‌گردانند و تحقیقات بی‌نتیجه پایان می‌یابد. سخنگوی پرینس گفت که آقای پرینس هرگز در جریان تهدید نماینده وزارت امور خارجه و بازرسی نیمه کاره این وزارتخانه نبوده‌است.

## محکومیت قضایی

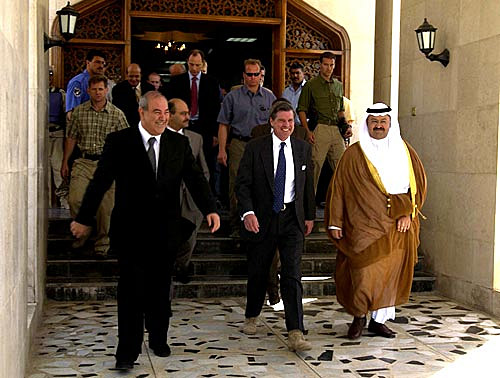
نیروهای بلک واتر درحال مراقبت از پل برمر

در سال ۲۰۰۷ نیروهای شرکت امنیتی بلک واتر ۱۴غیرنظامی عراقی را به ضرب گلوله در میدان نیسور بغداد کشتند. محاکمه‌ای در سال ۲۰۱۰ به رد اتهامات این نیروها انجامید، قاضی ریکاردو اربینا یک قاضی آمریکایی اتهام‌های مطرح شده در مورد کارکنان بلک واتر را رد کرده بود. اما پس از یک دوره چهار ساله یعنی در سال ۲۰۱۴، سرانجام با رای هیئت منصفه یک دادگاه فدرال، چهار محافظ شرکت «بلک واتر» راهی زندان شدند. تیراندازی به شهروندان غیرنظامی عراق، نقطه عطفی در تاریخ اشغال عراق به دست آمریکا بود و عاملی شد برای این که عراق موافقت نکند که آمریکا یک سال بیشتر از آنچه مقرر شده بود در عراق بماند. وکلای کارکنان بلک واتر در پرونده تیراندازی نیسور گفته‌اند تقاضای تجدید نظر خواهند کرد. اگر احکام فعلی نهایی شود نیکلاس سلاتن با اتهام قتل عمد ممکن است به حبس ابد محکوم شود. احکام سه نفر دیگر احتمالاً حبس‌هایی کوتاه‌تر خواهد بود.

## کتاب سلحشوران غیرنظامی

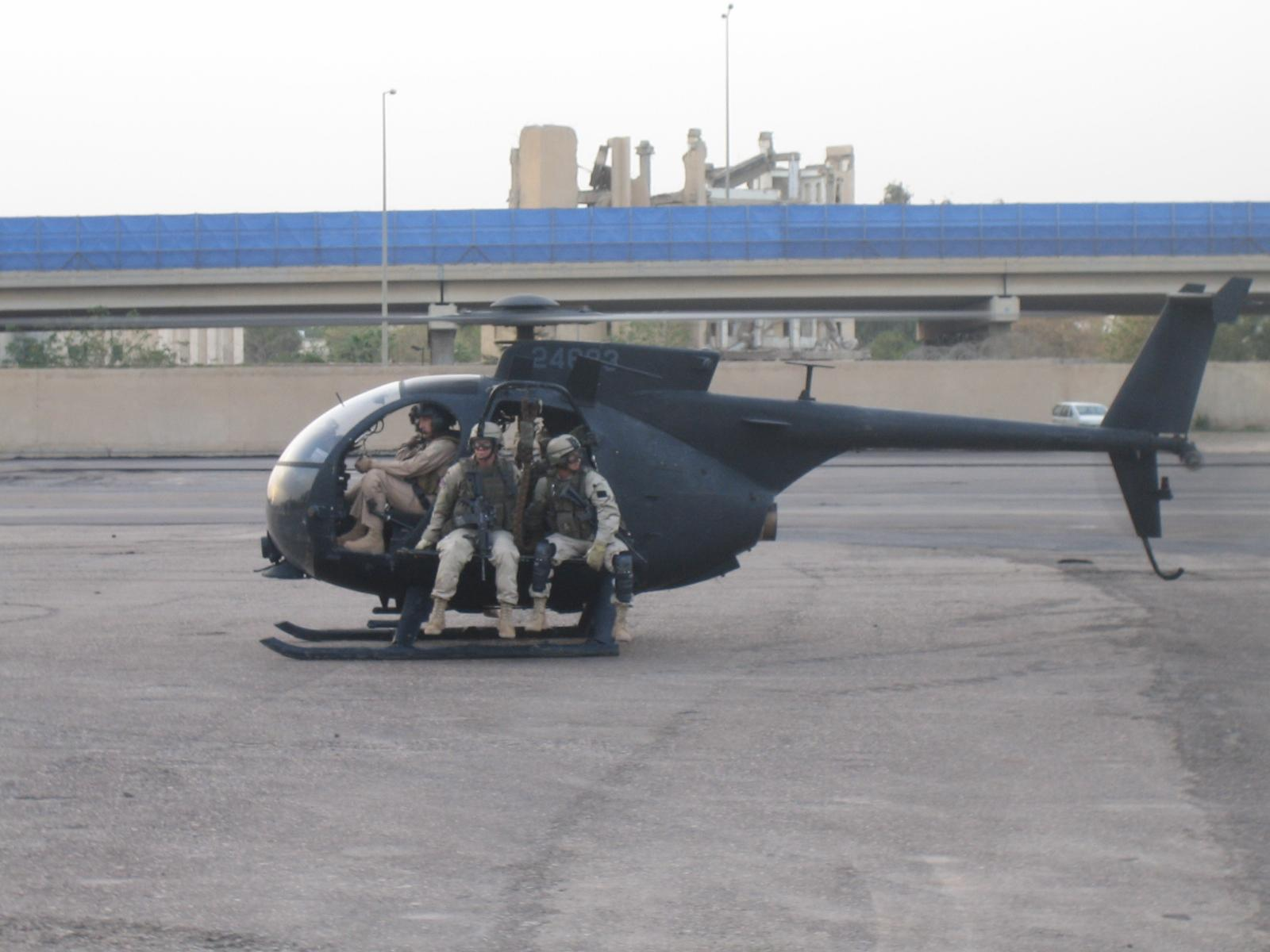
بالگرد کایوس متعلق به بلک واتر

سال ۲۰۱۳، اریک پرینس بعد از چند سال سکوت، کتابی دربارهٔ بلک‌واتر منتشر کرد و از خوانندگانش خواست آنچه دربارهٔ بلک واتر شنیده‌اند را فراموش کنند و کتاب او به نام «سلحشوران غیرنظامی» (Civilian Warriors) را منتشر کرد تا خوانندگانش آنچه را پیش از این دربارهٔ بلک‌واتر شنیده بوند فراموش کنند و روایت او را از ماجرای این شرکت بخوانند. او تلاش می‌کند در کتابش نشان بدهد چطور کارکنان شرکتش به وزارت امور خارجه و سایر سازمان‌های غیرنظامی مستقر در عراق کمک کردند که در «محیط جهنمی» عراق در سال‌های ۲۰۰۳ تا ۲۰۰۷ فعالیت کنند؛ آن هم در شرایطی که توان نیروهای نظامی آمریکا برای حمایت از غیرنظامی‌هایی که مشغول بازسازی عراق بودند کفاف این پشتیبانی‌ها را نمی‌داد. در سال ۲۰۱۴ که با تاخت و تاز نیروهای داعش، روزهای جهنمی عراق دوباره بازگشت، اریک پرینس فرصت را غنیمت شمرد تا بگوید او و شرکتش چقدر می‌توانستند در جنگ با داعش مؤثر باشند.
او که اواخر ماه سپتامبر ۲۰۱۴ در یک برنامه جمع‌آوری کمک مالی برای یک گروه محافظه‌کار صحبت می‌کرد گفت که او و شرکتش می‌توانستند بحران مقابله با داعش را حل کنند. به گفته آقای پرینس اگر بلک‌واتر هنوز سرپا بود می‌توانست «مشکل حضور نیروهای زمینی را در عراق» حل کند: «ما می‌توانستیم با کسانی که می‌خواهند به عنوان پیمانکار و غیرنظامی به عراق بروند تماس بگیریم. دیگر مشکل اعزام نیروی زمینی ارتش و بازگرداندن سربازان به عراق مطرح نبود. می‌رفتیم و کار را تمام می‌کردیم و دیگر موضوع به یک افتضاح سیاسی طولانی مدت تبدیل نمی‌شد.»

## حضور در جنگ داخلی یمن
در سال ۲۰۱۵ اخبار محلی یمن اعلام کرد شش کلمبیایی که برای آکادمی کار می‌کردند در این کشور کشته شده‌اند. فرمانده این گروه فردی استرالیایی بود و آنطور که گمان می‌رود آن‌ها توسط امارات متحده عربی برای جنگ با حوثی‌ ها استخدام شده بودند.

## بازی رایانه‌ای
بازی رایانه‌ای بلک واتر در سال ۲۰۱۱ با پشتیبانی مالی این گروه به‌طور انحصاری برای کنسول ایکس‌باکس ۳۶۰ منتشر شد. این بازی با استقبال چندانی روبرو نشد. جاینت بامب این بازی را به‌عنوان بدترین بازی سال ۲۰۱۱ معرفی کرد.

## نگارخانه

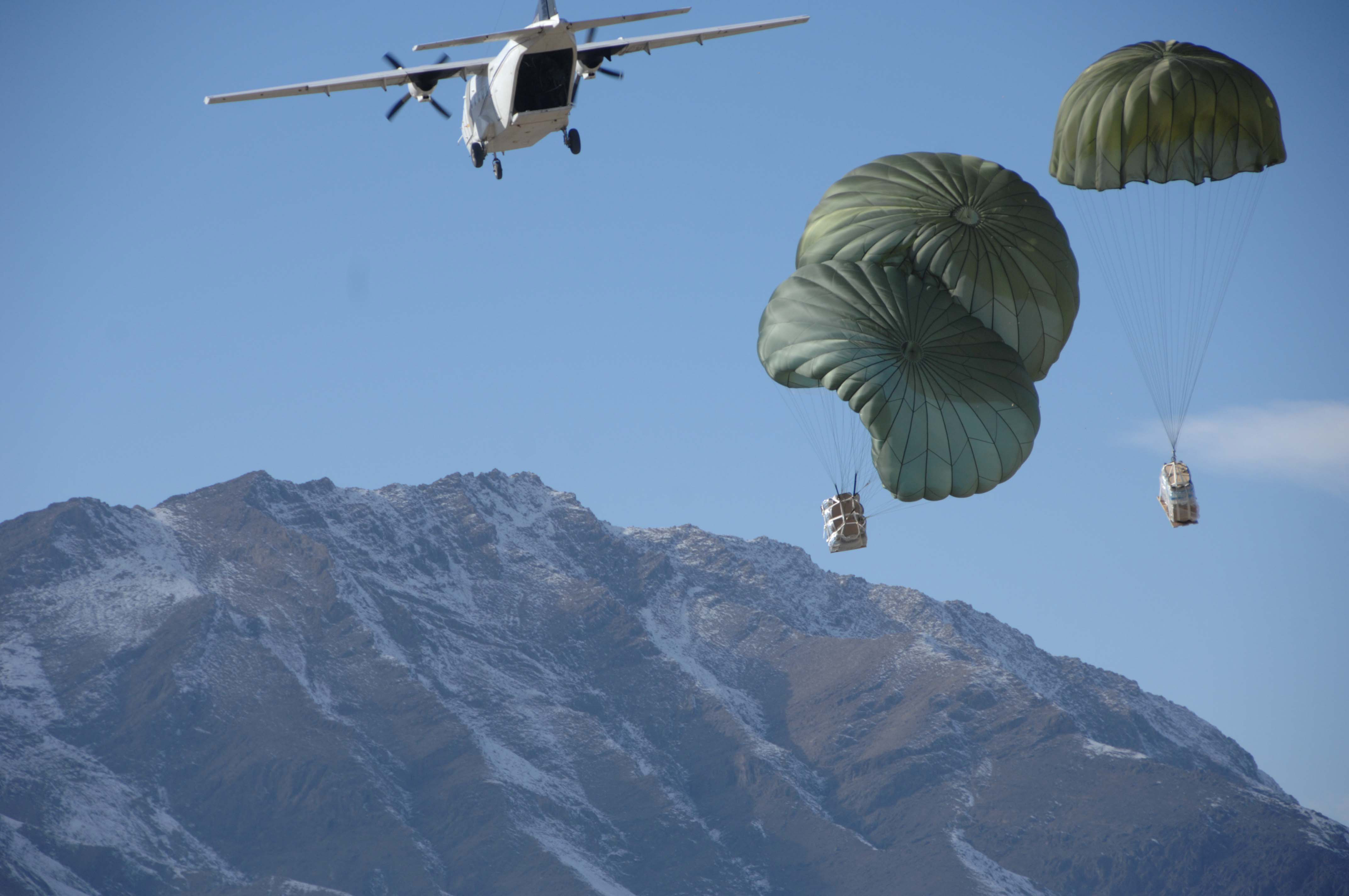
هواپیمای CASA C-212 بلک واتر درحال ریختن تجهیزات برای ارتش آمریکا در افغانستان
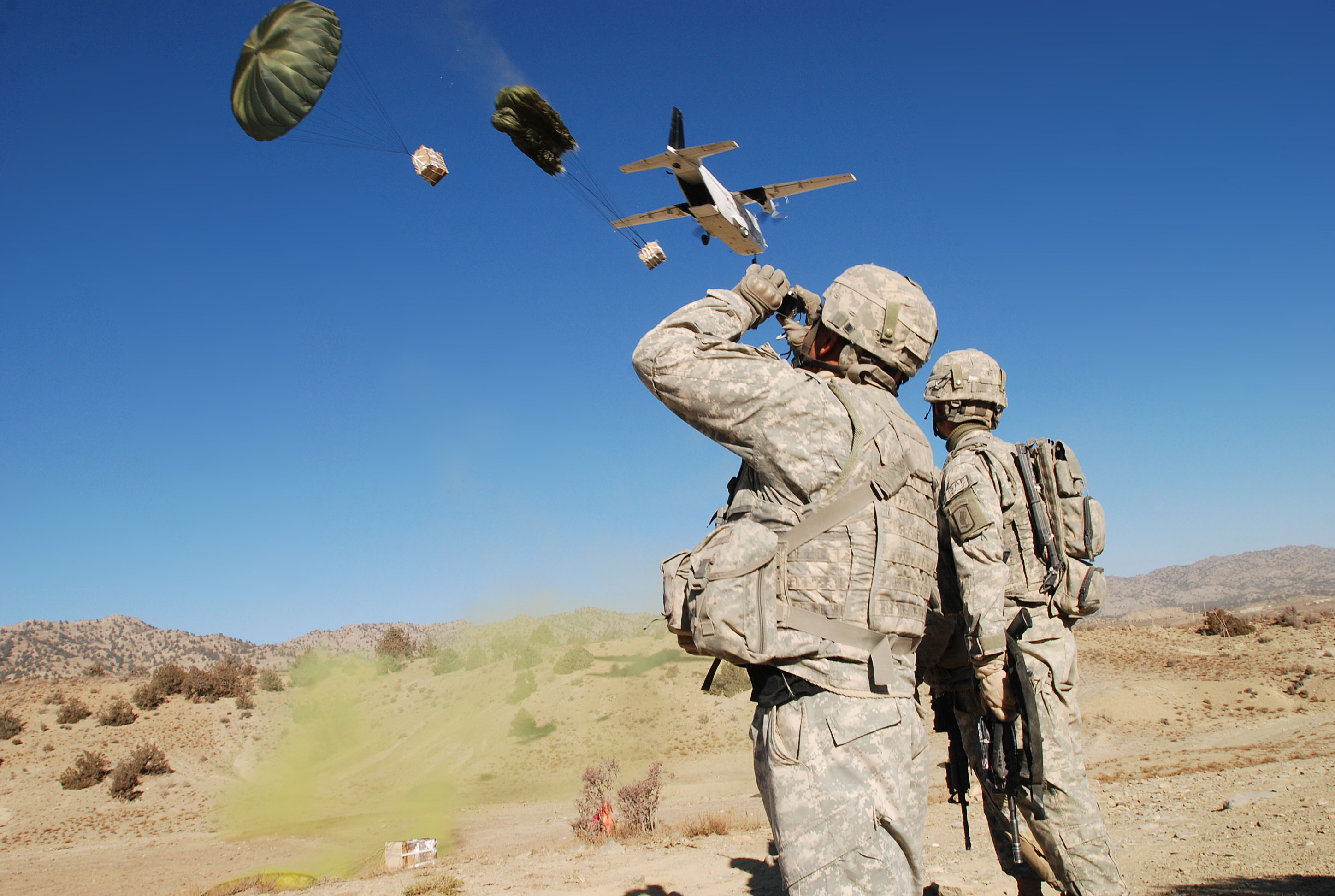
بلک واتر درحال کمک لجستیکی به ارتش آمریکا در افغانستان
نهاد «ضد ایکس‌ای» در سال ۲۰۰۷ برای زیر نظر گرفتن کارهای جنایت‌کارانهٔ این گروه آغاز به فعالیت کرد. این نهاد بر این باور است که سربازان بلک واتر (ایکس‌ای / آکادمی) افراد مزدور و جنایتکاری هستند.[۱۷][۱۸][۱۹][۲۰][۲۱]